# Liriodendron tulipifera

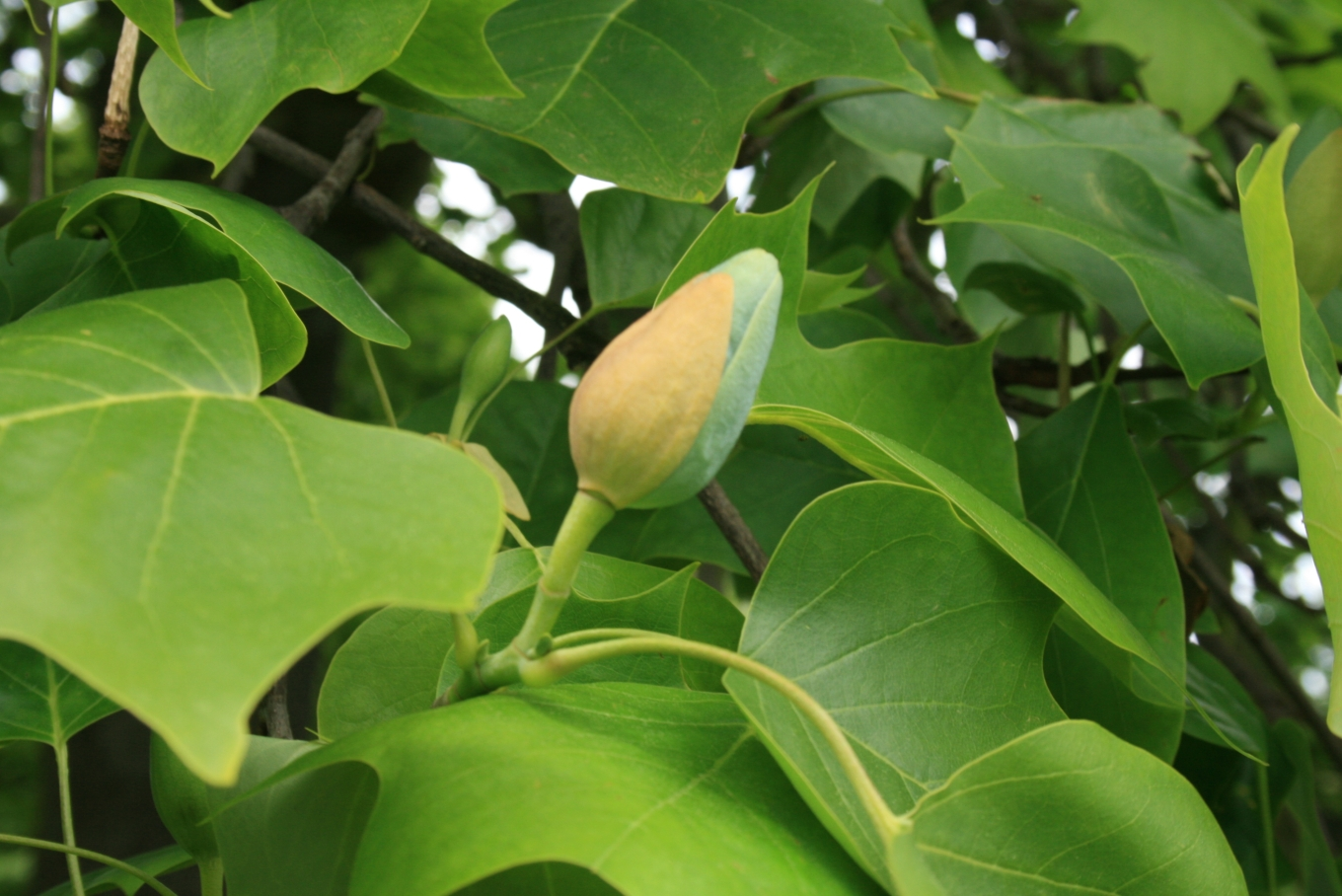
Folhas e botão floral de Liriodendron tulipifera, mostrando a bráctea amarelada.

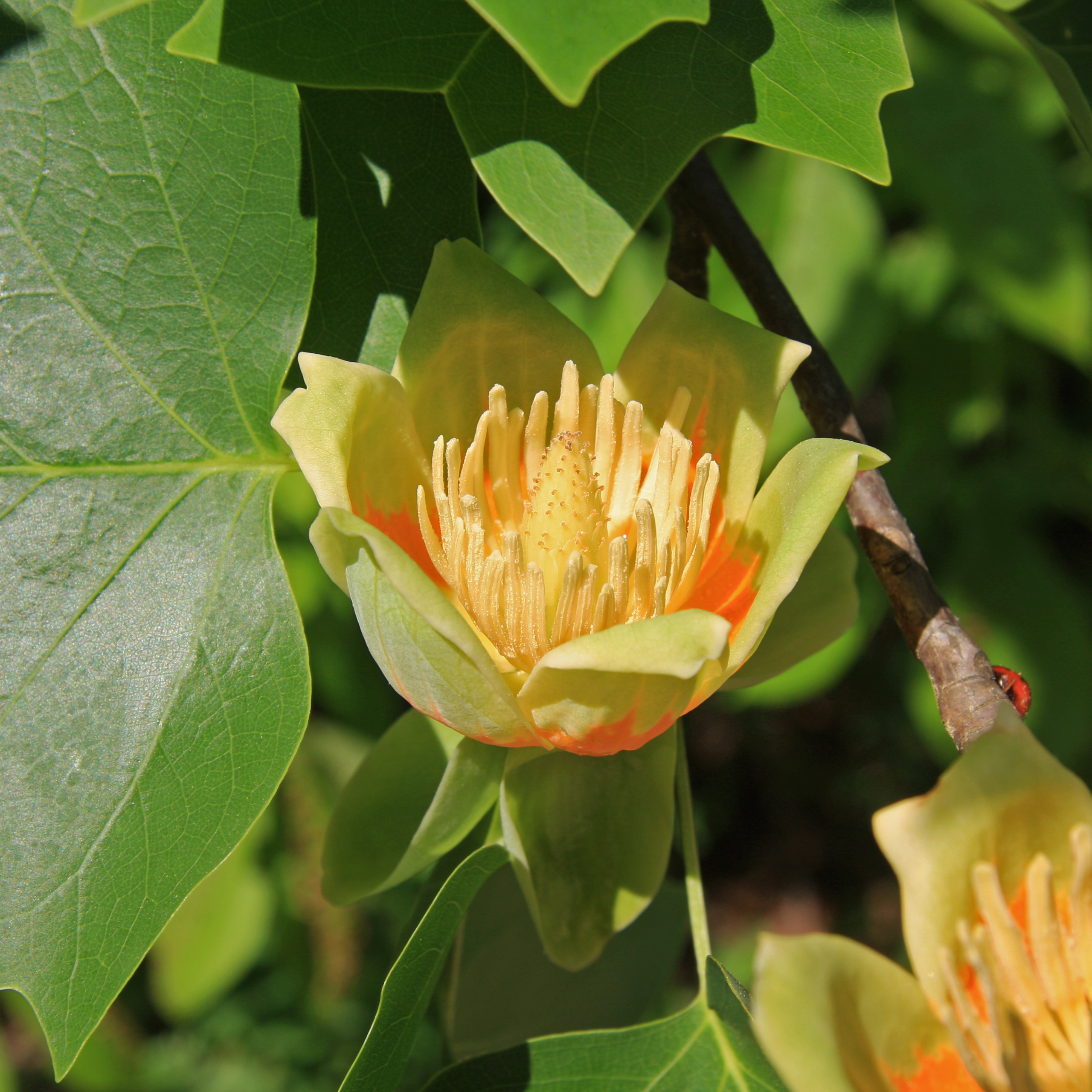
Flor de Liriodendron tulipifera ("tulipa").

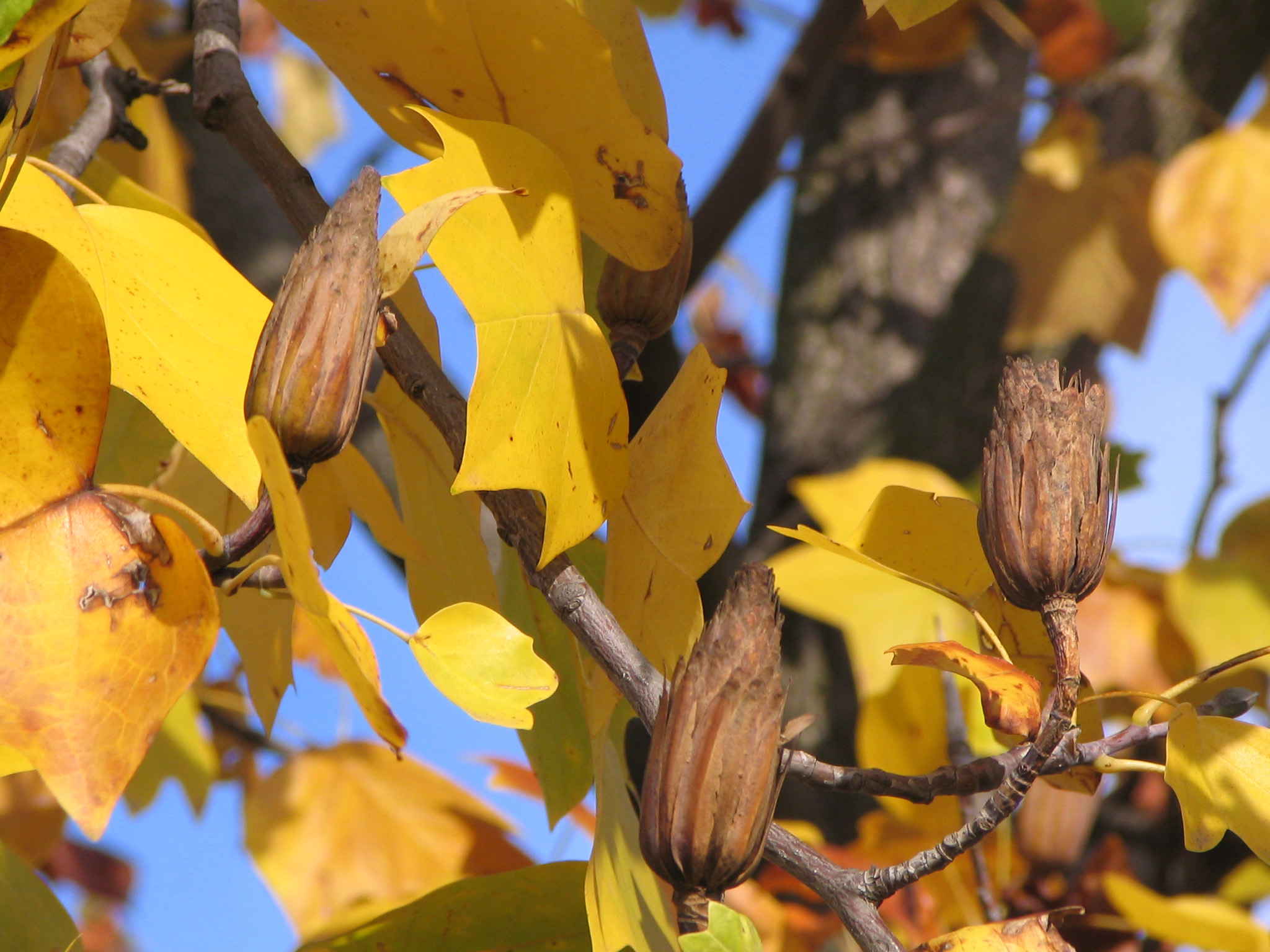
Liriodendron tulipifera com folhagem outonal e cones de sementes.

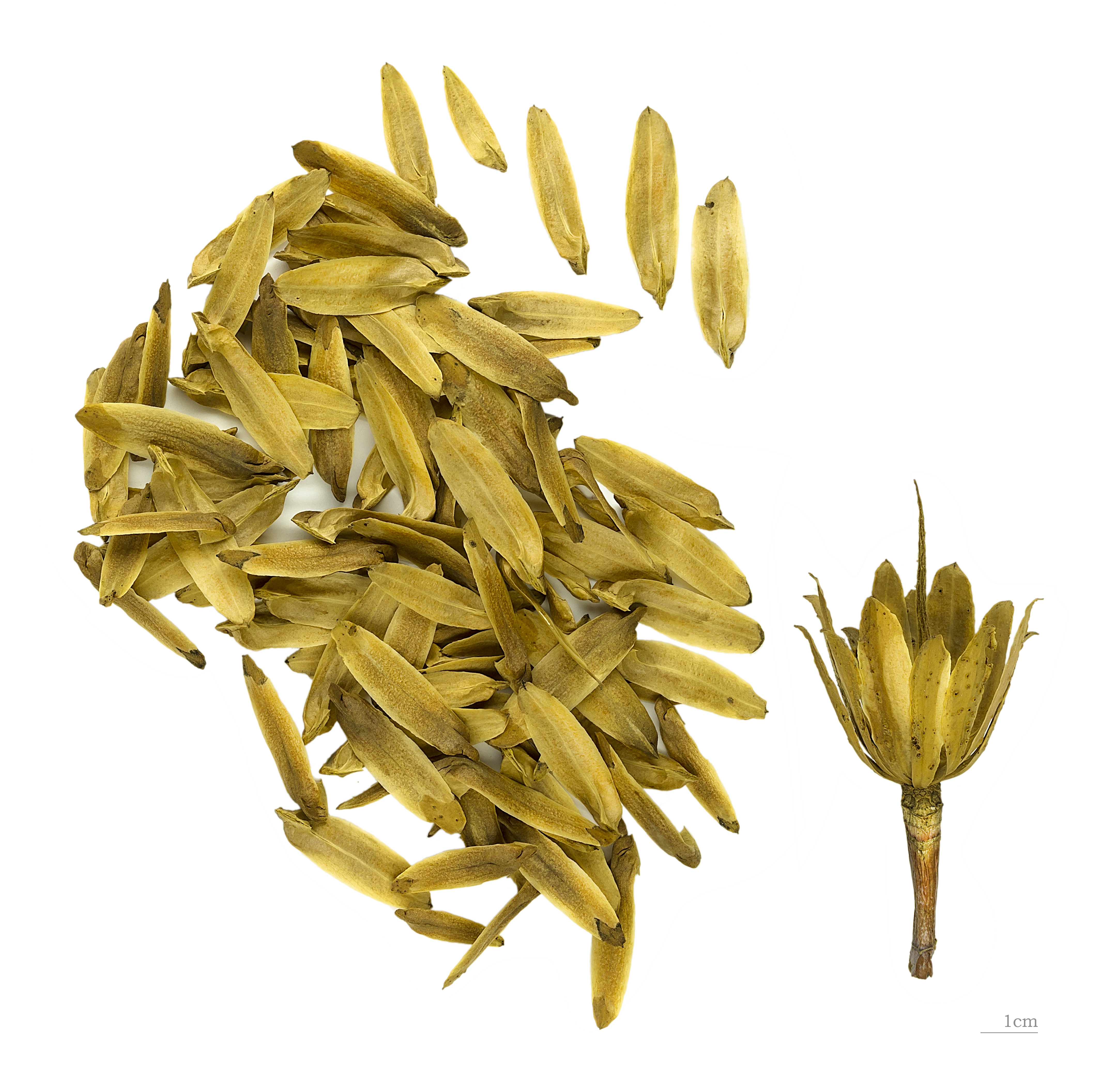
Sementes de Liriodendron tulipifera.

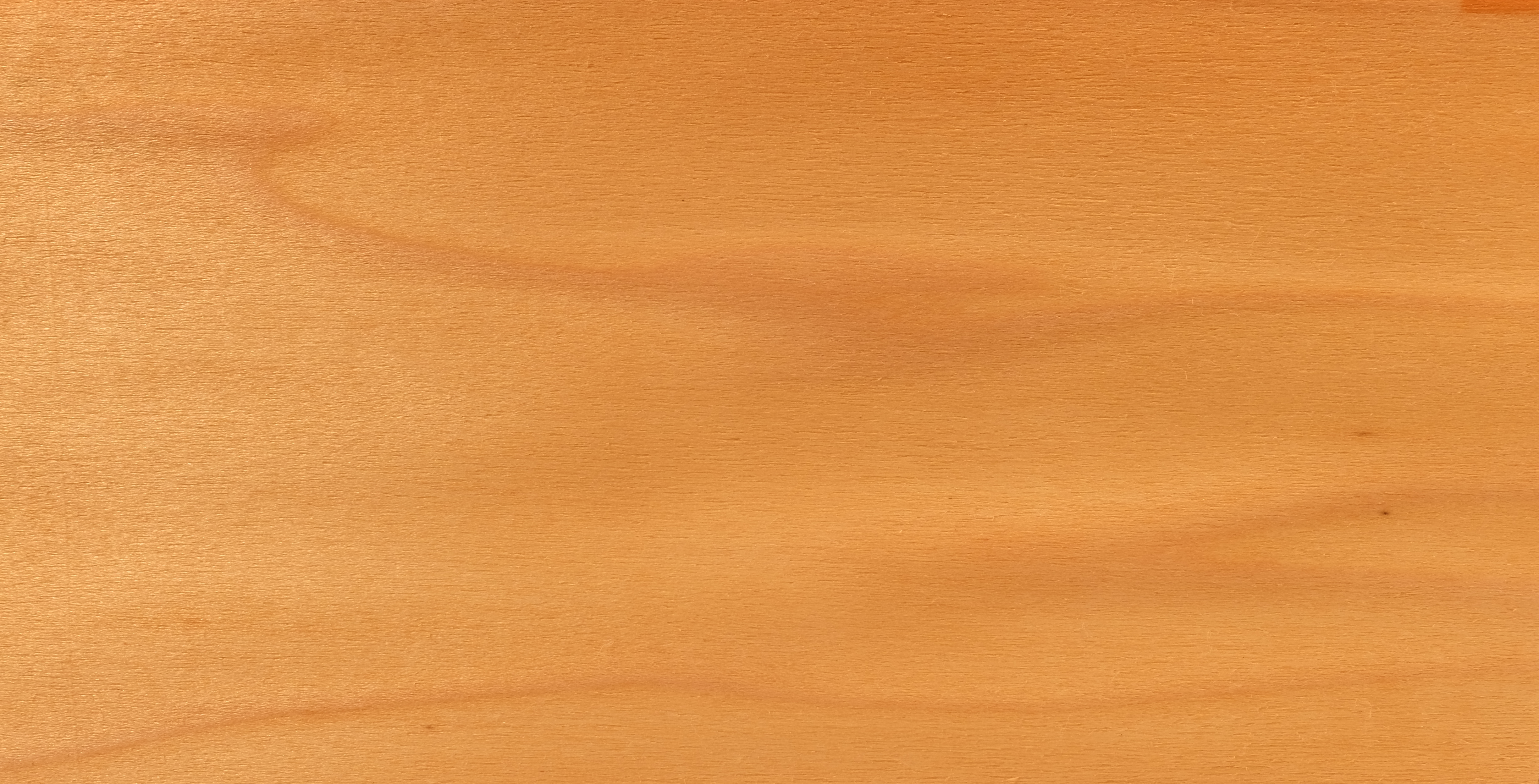
Madeira (polida) de L. tulipifera.

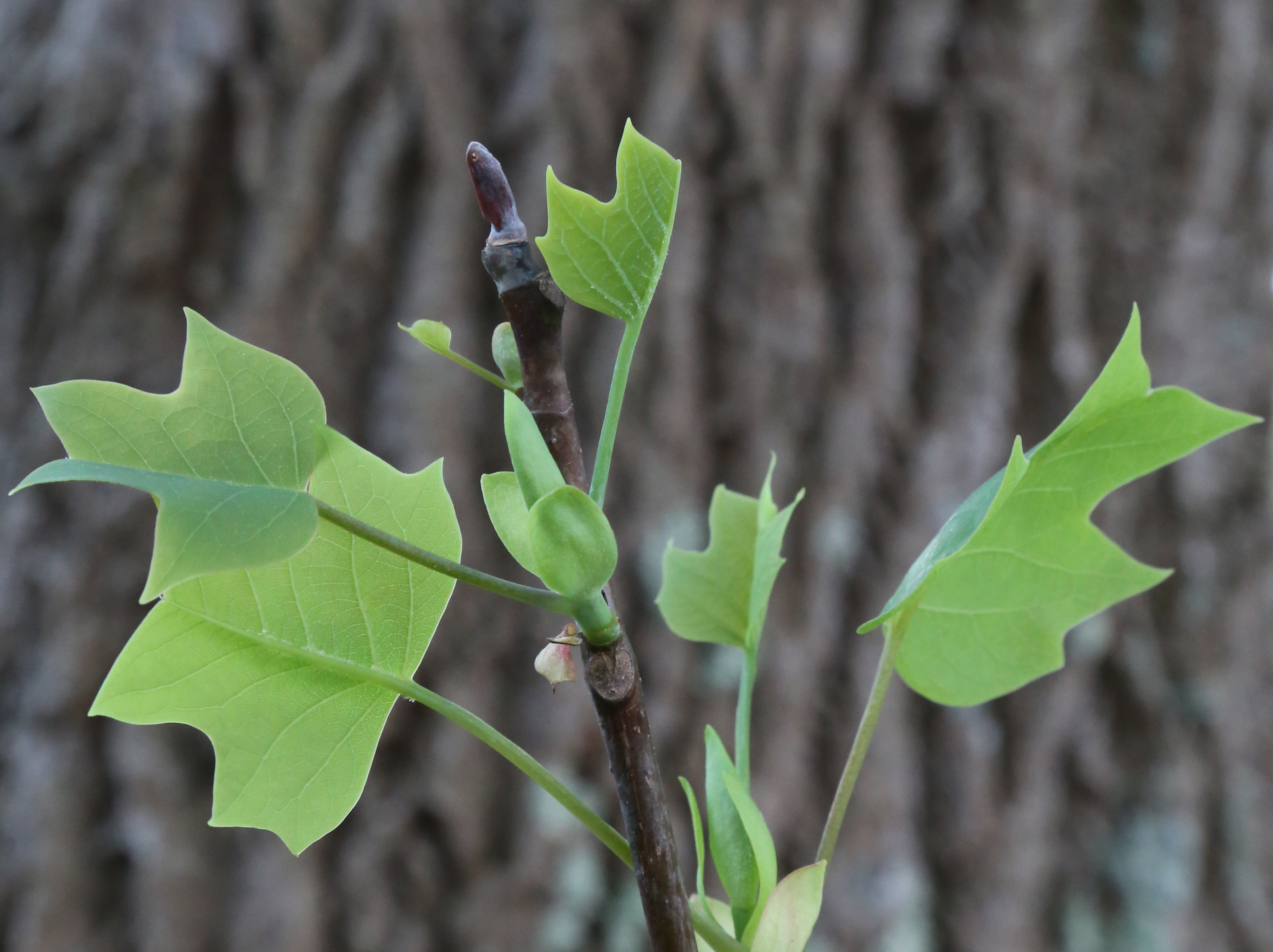
Folhas juvenis de Liriodendron tulipifera.

Folha de Liriodendron tulipifera (nervação).

Liriodendron tulipifera L., conhecida pelo nome comum de tulipeiro, é a espécie norte-americana de grandes árvores do género Liriodendron, com distribuição natural no leste da América do Norte, do sul do Ontário ao norte da Florida e da costa atlântica ao Illinois (a outra espécie do género é L. chinense nativa do sueste da China).

## Descrição
Distribuição
A espécie Liriodendron tulipifera, a árvore-das-tulipas, árvore-do-ponto, tulipeira, tulipeiro ou tulipeiro-da-virgínia, é a espécie mais conhecida das duas espécies que constituem o género Liriodendron (a outra é Liriodendron chinense, nativa do sueste da China). É nativa da costa leste da América do Norte, onde é a mais alta e imponente das espécies de árvores angiospérmicas nativa, com distribuição natural desde o sul do Ontário e o Vermont até ao centro da Flórida e Louisiana. Tal como aconteceu a muitos géneros arcto-terciários, o género Liriodendron extinguiu-se na Europa devido à longa duração da glaciação durante a última idade do gelo. Espécies do género estão presente no registo fóssil da Europa, sendo frequente a sua ocorrência como fóssil, estando também amplamente distribuídas fora da sua actual área de distribuição natural na Ásia e na América do Norte, o que demonstra a sua anterior distribuição circumpolar.
O tulipeiro-da-virgínia é a árvore do estado de Indiana, Kentucky e Tennessee.
A espécie foi introduzida em numerosas regiões temperadas de todo o mundo, até em regiões tão setentrionais como Oslo (Noruega). No Canadá, a espécie é nativa da parte sul de Ontário, atingindo uma linha que grosso modo une Hamilton a Sarnia, com numerosos espécimenes no Rondeau Provincial Park, mas a maior concentração de espécimes cultivados encontra-se na Colúmbia Britânica. Naquela província canadiana é cultivada no arquipélago da Rainha Carlota, e no interior, tão a norte como Vernon (British Columbia). No Hemisfério Sul, é cultivada em regiões da Argentina, Austrália, Chile, Nova Zelândia, África do Sul e Uruguai.
Morfologia
Em condições favoráveis é um megafanerófito que pode atingir portes de mais de 50 m de altura nos bosques virgens das montanhas dos Apalaches, normalmente sem ramificação até atingir os 25-30 m de altura, o que faz desta árvore uma apreciada fonte de madeira. É uma árvore de  desenvolvimento rápido, embora sem o problema comum nesse tipo de árvores que são as madeiras débeis em consistência e pouca durabilidade. Estas características fazem da espécie uma das maiores árvores nativa do leste da América do Norte, atingindo em alguns casos os 60 m de altura, com tronco que pode atingir um diâmetro de 1,2 m à altura do peito (DAP), embora em geral a altura da árvore varie entre os 20 e os 30 m de altura. A madeira é amarelada a acastanhada, clara, com o alburno branco-cremoso. A madeira é macia, leve, moderadamente quebradiça, de grão fino e direito, com uma gravidade específica de 0,4230 (densidade: ρ = 423 kg/m3).
Prefere solos profundos, ricos e com bom conteúdo de humidade. A espécie é comum, embora não abundante, raramente ocorrendo como espécime solitário. As raízes são carnudas, especialmente nos exemplares jovens. O crescimento é relativamente rápido e a forma da copa é tipicamente cónica.
O ritidoma dos troncos e ramos maduros é castanho a acinzentado, rugoso, com longas fendilhações quase paralelas. Os ramos juvenis têm ritidoma macio, liso e lustroso, inicialmente avermelhado, maturando para cinzento escuro e finalmente para acastanhado. Ramos, casca e botões são aromáticos e amargos. Os rebentos invernais apresentam coloração avermelhada, escura, recobertos por escamas obtusas que se convertem em estípulas conspícuas em torno da folha, sem a cobrir, que persistem até que a nova folha atinja o seu tamanho final. As gemas florais são recobertas por uma bráctea bivalvada, caduca.
As folhas são alternas, simples, venosas, 12-15 cm de comprimento, largas, tetralobuladas, de forma entre o cordiforme e o truncado, afiladas na base, inteiras, com o ápex cortado através de um ângulo suave, fazendo que a sua parte superior aparente ser quadrada. Venação primária proeminente. Folhas de coloração verde suave, verde brilhantes em pleno crescimento, lisas e brilhantes na face superior, verde pálido na face inferior, com venação saliente. No outono tornam-se claras, de coloração amarelo suave. Pecíolo longo, fino e anguloso.
As flores verde-pálido, raramente brancas, apresentam uma banda alaranjada nas tépalas. As flores são perfeitas, solitárias, terminais, verde amarelentas, com pedúnculos fortes, de 2,5 a 5 cm de comprimento, em forma de copo, erectas, conspícuas. Antes da abertura, o gomo floral está enclaustrado numa cobertura constituída por duas brácteas triangulares que caem quando a flor abre. O cálice é constituído por 3 sépalas, imbricadas, reflexas ou soltas, deixando espaço entre si, venosas, decíduas precocemente. A corola em forma de taça, com 6 pétalas, com 5-6 cm de comprimento, colocadas em duas filas, imbricadas, hipóginas, verde-amareladas, marcadas na base com uma mancha amarelo-alaranjado. As pétalas por vezes apresentam textura carnosa. Os estames são indefinidos, imbricados em muitos grupos na base do receptáculo; os filamentos enredados, curtos; anteras extrorsas, longas, biloculares, adnatas; lóculos abrindo longitudinalmente. Os pistilos são indefinidos, imbricados no receptáculo longo e fino. O ovário é unicelado; estilo acuminado, achatado; estigma curto, uni-lado, recurvado; 2-óvulos.
A floração inicia-se em Abril no sudeste da área de distribuição natural, sendo que as árvores do limite norte daquela área florescem em Junho. Estas árvores produzem grande quantidade de néctar, o que faz desta espécie uma das mais importantes plantas melíferas do leste dos Estados Unidos, produzindo uma variedade de mel avermelhado e de sabor forte e distintivo.
O fruto ocorre no outono e é um cone estreito, acinzentada ou acastanhado na maturidade, liso e macio, formado por muitos carpelos semelhantes a sâmaras. A dispersão é anemocórica, deixando um eixo que persiste durante todo o inverno.

## Taxonomia
A espécie foi introduzida na Europa em 1663, tornando-se numa árvore frequente nos parques do continente. Foi introduzida em França a partir dos princípios do século XVIII, especialmente por La Galissonnière. Alguns dos exemplares mais conhecidos foram plantados no Petit Trianon de Versailles pela rainha Marie-Antoinette em 1771 e abatidos pela tempestade de Dezembro de 1999. Dada a longevidade da árvore (300 a 500 anos), muitos exemplares pnatados nos séculos XVIII e XIX estão presentes em parques e arboretos de toda a Europa.
A espécie apresenta os seguintes sinónimos taxonómicos:
- Liriodendron fastigiatum Dippel
- Liriodendron heterophyllum K.Koch
- Liriodendron integrifolium Steud.
- Liriodendron obtusilobum K.Koch
- Liriodendron procerum Salisb.
- Liriodendron truncatifolium Stokes
- Liriodendron tulipifera var. acutiloba Michx.
- Liriodendron tulipifera var. obtusiloba Michx.
- Tulipifera liriodendrum Mill.

### Híbridos e cultivares
A partir das duas espécies (L. tulipefera e L. chinense) foram criados os híbridos Liriodendron designados por Chapel Hill e Doc Deforce's Delight, que são amplamente comercializados para fins ornamentais. São também comercializados os seguintes cultivares de L. tulipifera:
- L. tulipifera cv. Ardis, cultivar compacto, de folha pequena, pouco utilizado;
- L. tulipifera cv. Aureomarginatum, cultivar com folhas variegadas, com um bordo amarelo;
- L. tulipifera cv. Fastigiatum, cultivar que cresce com hábito erecto ou colunar (fastigiado);
- L. tulipifera cv. Glen Gold, cultivar de folhas com coloração dourada;
- L. tulipifera cv. Mediopictum, cultivar variegado, com folhas de centro dourado.

Os tulipeiros produzem árvores de bom porte, crescendo até aos 35 m em bons solos. De modo similar a outros membros da família Magnoliaceae, as plantas juvenis apresentam raízes carnudas que se quebram facilmente se manipuladas bruscamente. O transplante deve ser feito no princípio da primavera, antes de que brotem as folhas. A maioria dos tulipeiros não tolera períodos de inundação prolongado, embora uma variedade originária das planuras litorais pantanosas dos Estados Unidos seja relativamente tolerante ao encharcamento do solo. Este ecotipo é reconhecido pelos lóbulos em forma de bota, que podem ser avermelhados. Partes do centro-leste da Flórida, perto de Orlando, é a região nativa de um ecotipo de folha semiperene que floresce mais cedo (por vezes em Fevereiro) que as outras variedades, que normalmente florescem a meados ou finais da primavera.

## Galeria

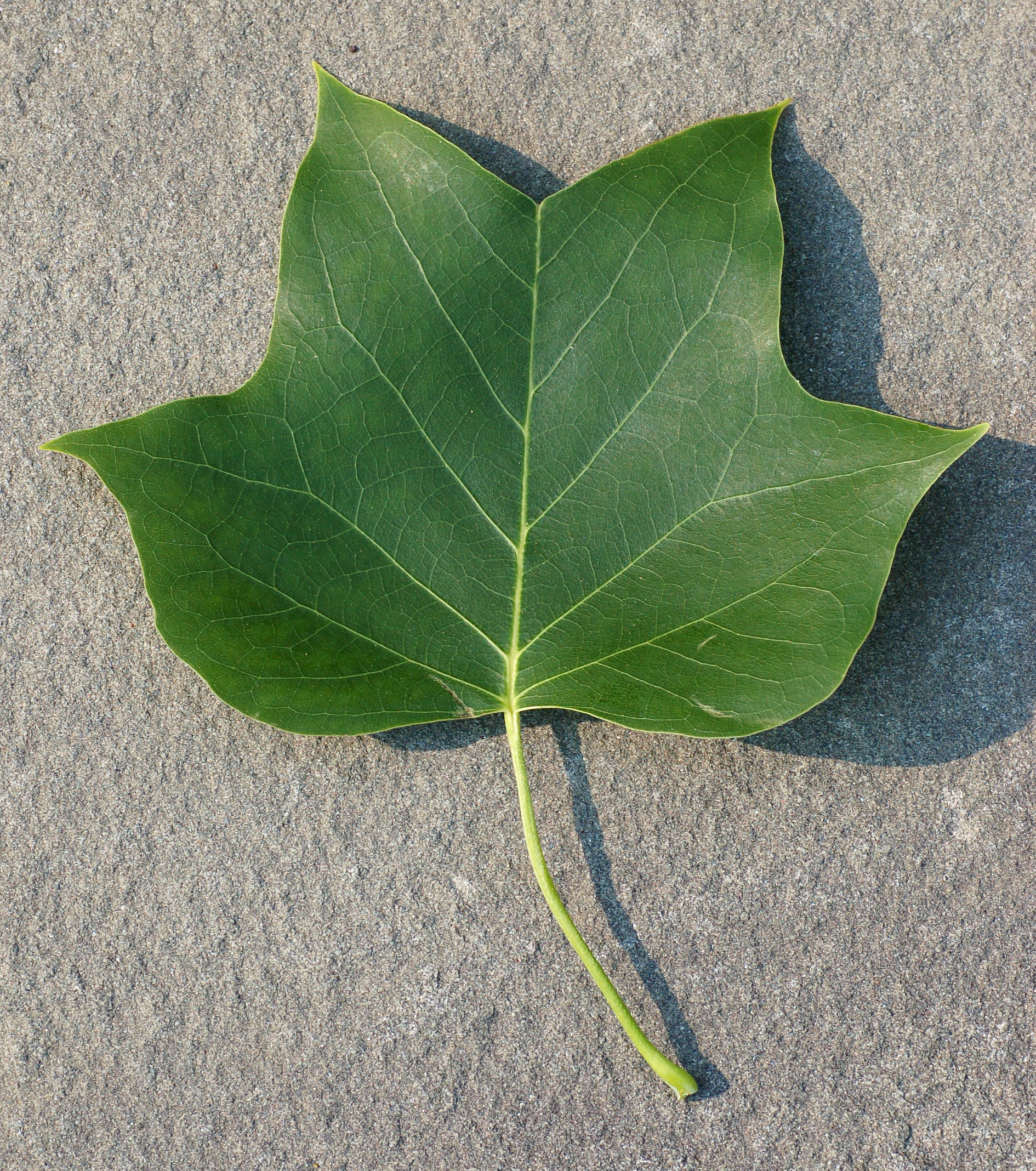
Extremidade de uma folha.
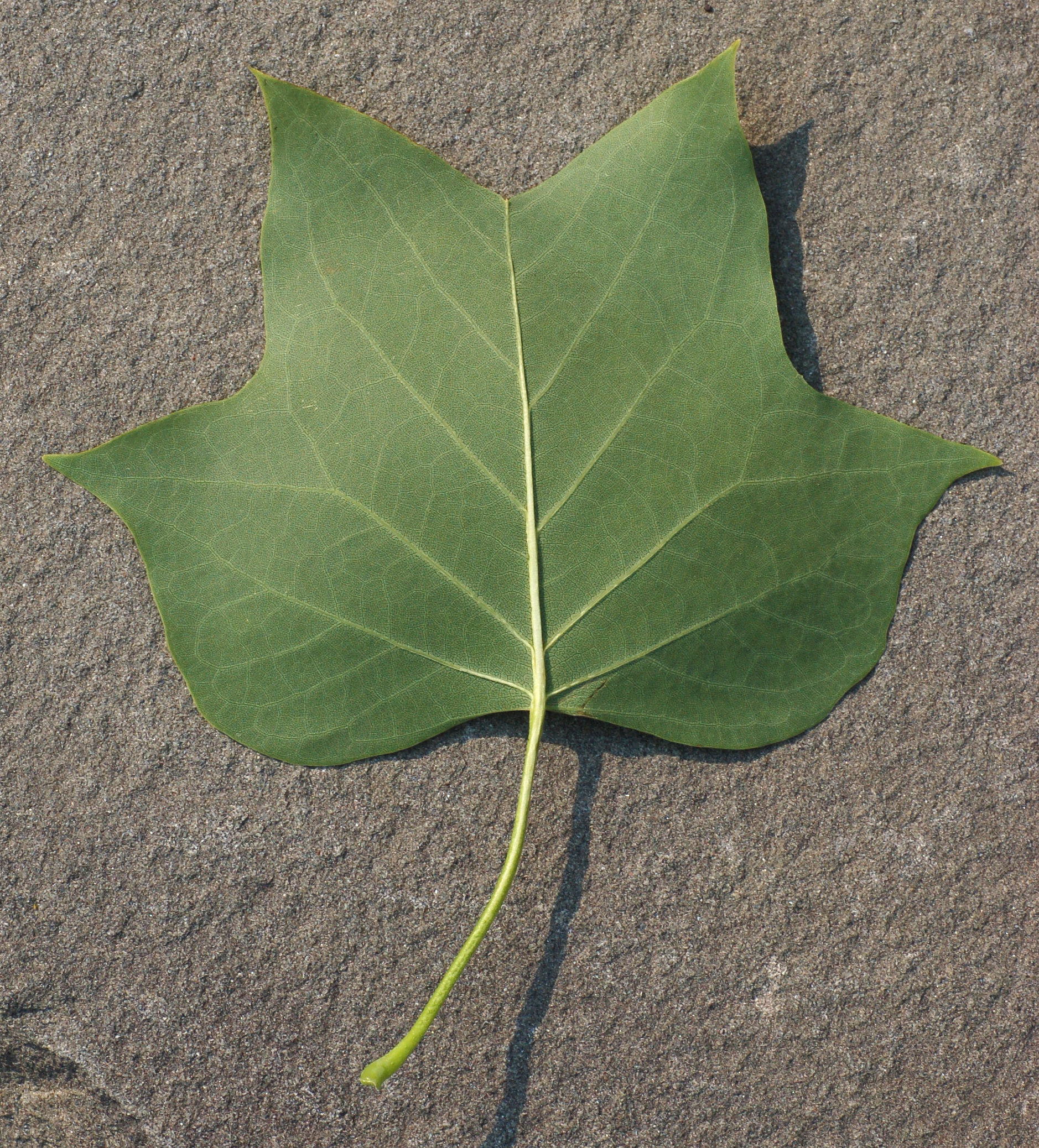
Dorso de uma folha.
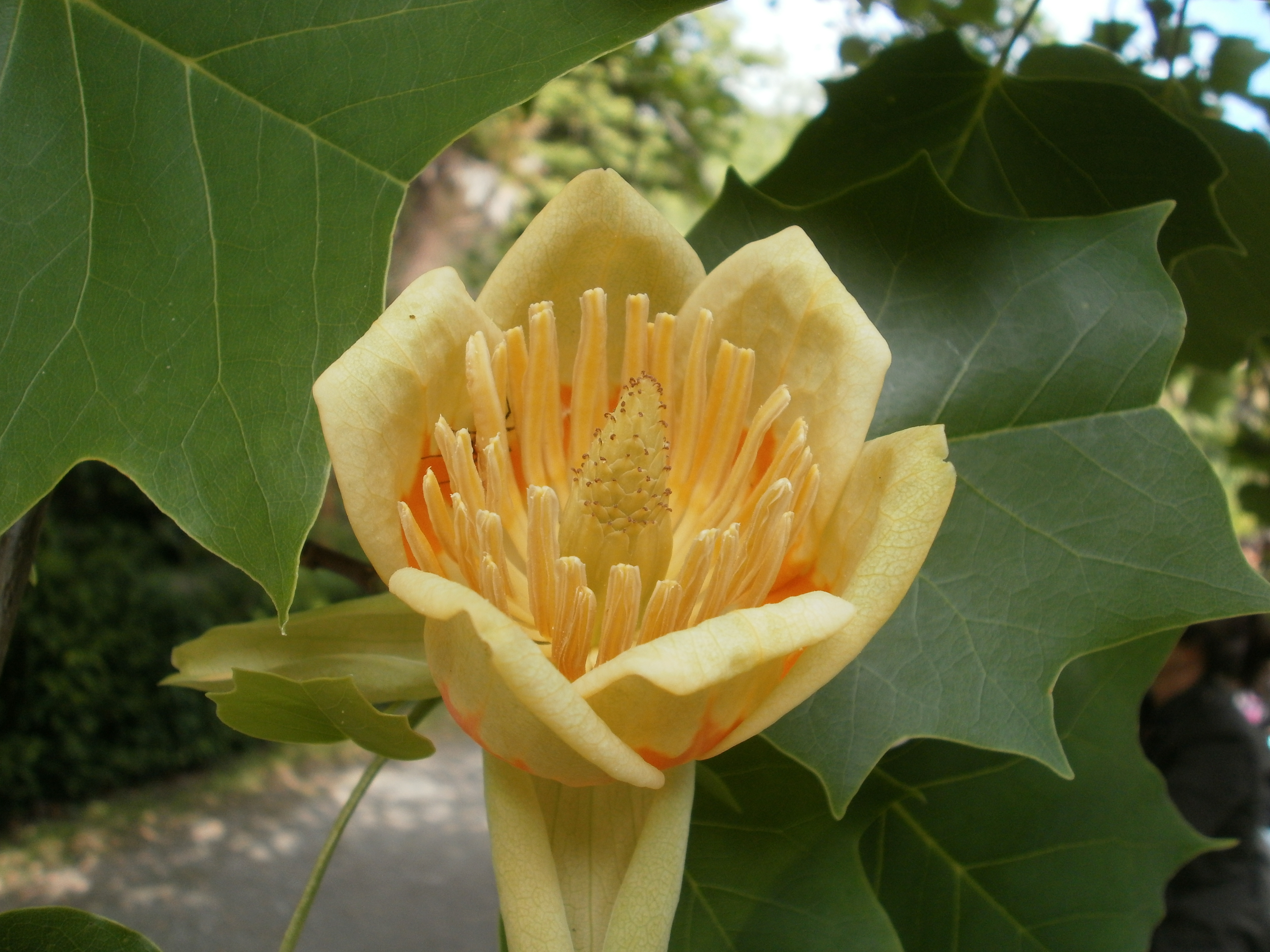
Detalhe da flor de Liriodendron tulipifera.
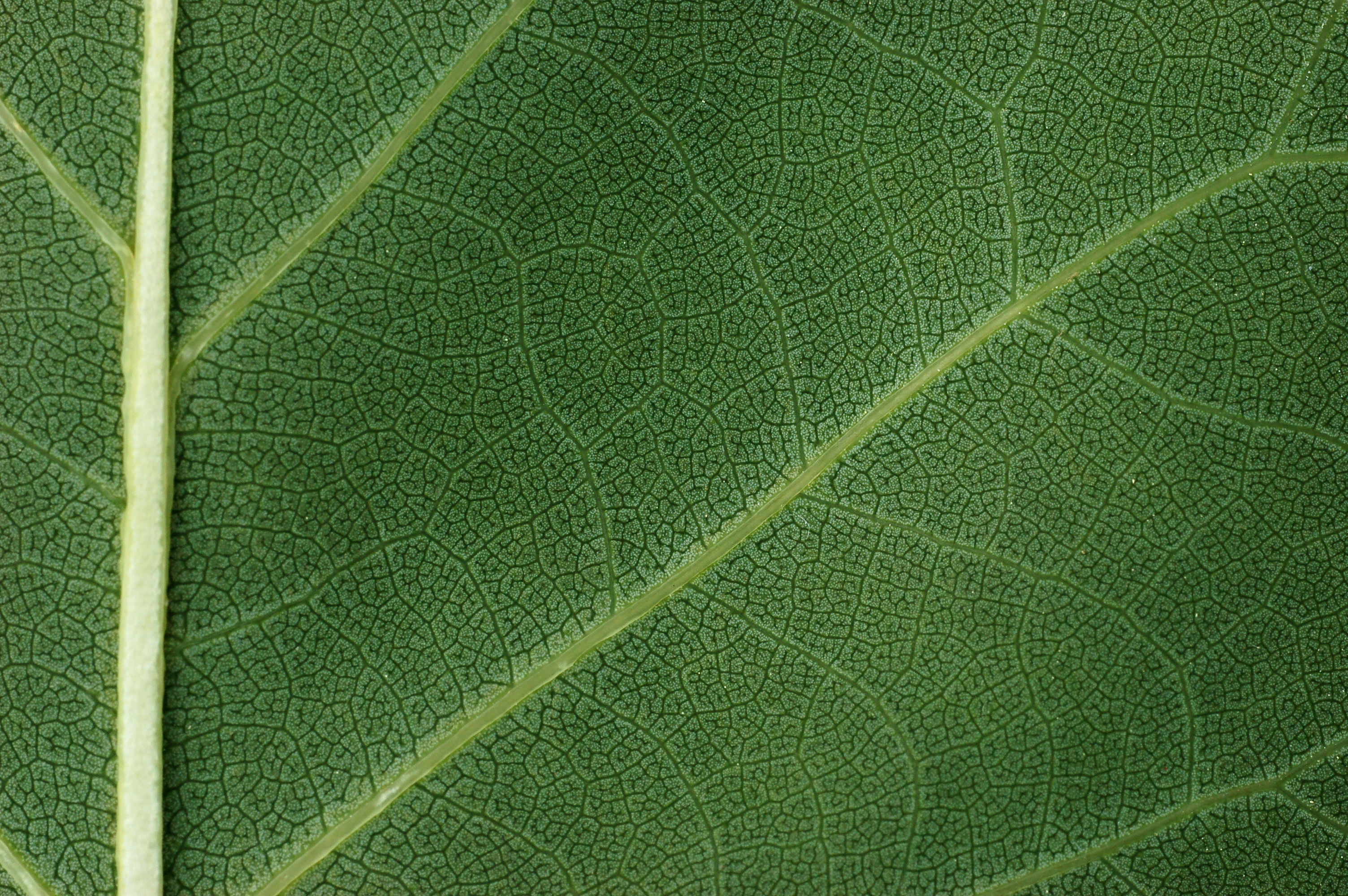
Detalhe de folha.
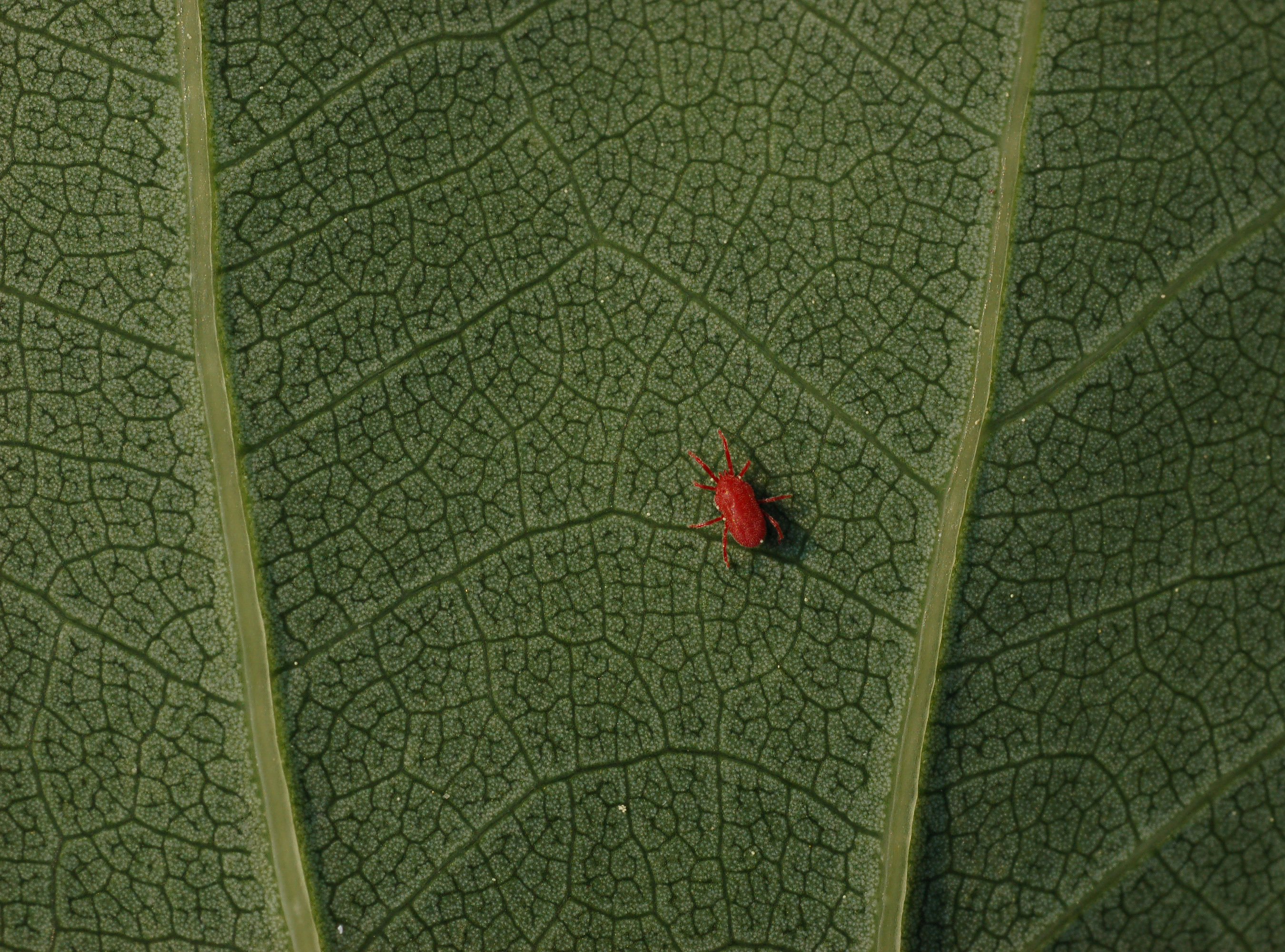
Parte inferior de uma folha, com um ácaro avermelhado.
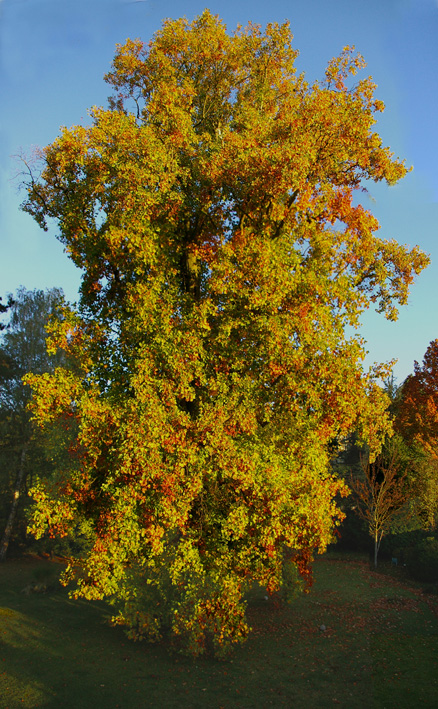
Aspecto outonal de L. tulipifera.
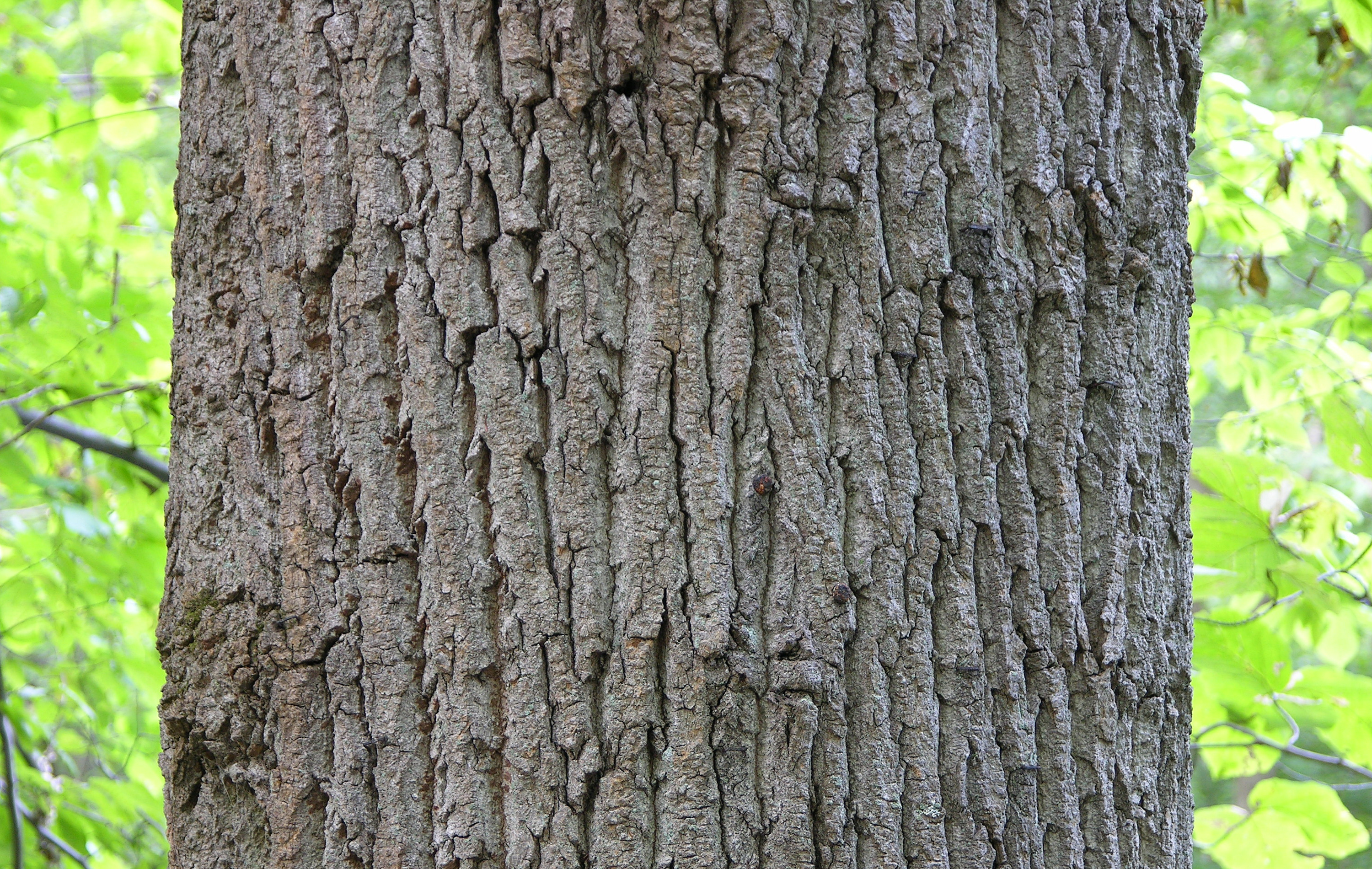
Ritidoma de L. tulipifera.
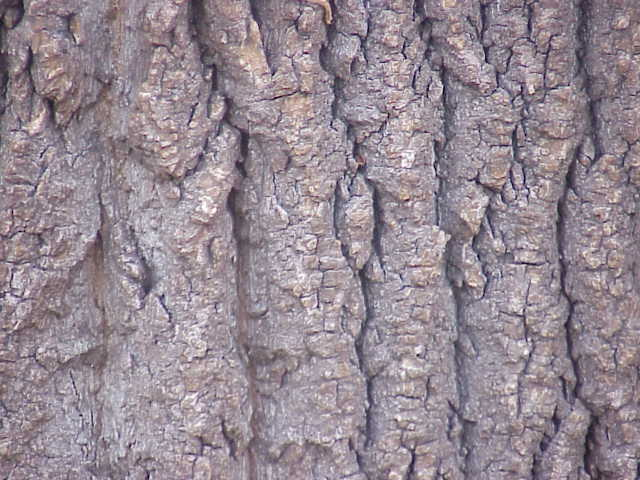
Ritidoma de L. tulipifera.
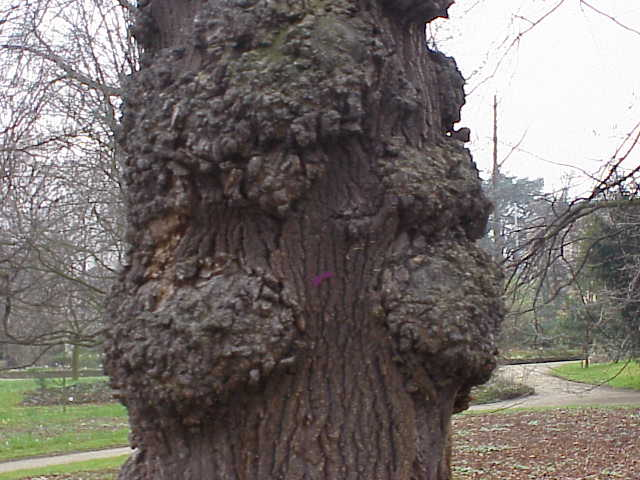
Tronco de L. tulipifera, com galhas.

## Literatura
- Bruno P. Kremer: Bäume. Heimische und eingeführte Arten Europas. Steinbachs Naturführer, Mosaik Verlag, München 1984, S. 160. ISBN 3-570-01188-7.
- Peter Schütt, Ulla M. Lang: Liriodendron tulipifera. In: Schütt, Weisgerber, Schuck, Lang, Stimm, Roloff: Enzyklopädie der Laubbäume. Nikol, Hamburg 2006, S. 311–320. ISBN 978-3-937872-39-1.